# Louisville Cardinals football
La squadra di football dei Lousiville Cardinals rappresenta l'Università di Louisville. I Cardinals competono nella Football Bowl Subdivision (FBS) della National Collegiate Athletics Association (NCAA) e nell'Atlantic Coast Conference. Nella sua storia la squadra ha vinto un titolo di division, nel 2016, e ha avuto tra le proprie file un vincitore dell'Heisman Trophy, Lamar Jackson, sempre nel 2016.

## Premi individuali
| Anno | Premio                         | Giocatore      | Ruolo |
| ---- | ------------------------------ | -------------- | ----- |
| 1999 | Johnny Unitas Golden Arm Award | Chris Redman   | QB    |
| 2005 | Ted Hendricks Award            | Elvis Dumervil | LB    |
| 2005 | Bronko Nagurski Award          | Elvis Dumervil | LB    |
| 2006 | Lou Groza Award                | Art Carmody    | K     |
| 2014 | Jim Thorpe Award               | Gerod Holliman | S     |
| 2016 | Heisman Trophy                 | Lamar Jackson  | QB    |
| 2016 | Maxwell Award                  | Lamar Jackson  | QB    |
| 2016 | Walter Camp Award              | Lamar Jackson  | QB    |

## Numeri ritirati
| N. | Giocatore     | Ruolo | Anni      | Note  |
| -- | ------------- | ----- | --------- | ----- |
| 8  | Lamar Jackson | QB    | 2015-2017 | [ 3 ] |
| 16 | Johnny Unitas | QB/ S | 1951–1955 | [ 4 ] |